# Nalbach
Nalbach település Németországban, azon belül Saar-vidék tartományban. Lakosainak száma 9101 fő (2023. december 31.).

## Népesség
A település népességének változása:
| Lakosok száma | 9255 | 9216 | 9145 | 9079 | 9100 | 9101 |
|               | 1975 | 2017 | 2019 | 2021 | 2022 | 2023 |